# Vrouwenpolder
Vrouwenpolder (51° 35′ N, 3° 37′ L) é uma cidade dos Países Baixos, na província de Zelândia. Vrouwenpolder pertence ao município de Veere, e está situada a 9 km, a norte de Middelburg.
Em 2001, a cidade de Vrouwenpolder tinha 795 habitantes. A área urbana da cidade é de 0.21 km², e tem 351 residências.
A área de Vrouwenpolder, que também inclui as partes periféricas da cidade, bem como a zona rural circundante, tem uma população estimada em 1320 habitantes.